# SmartSat-1
SmartSat-1（スマートサットワン）は、独立行政法人情報通信研究機構（NICT）が三菱重工業（MHI）と共同開発し、要素技術実証を目的としていた小型高機能人工衛星である。

## 概要
情報通信技術の急速な進展を背景として、地上設備との整合性確保のため、通信衛星への先進的通信技術の採用が求められるようになった。この前段階として軌道上での要素技術実証を行う目的で計画されたのが本機である。NICTがミッション機器の開発を担当し、MHIがバス機器の開発及びシステムインテグレーションを担当していた。
打ち上げ機会をより多く得るため、衛星のサイズはH-IIAロケットやアリアン5のピギーバック衛星対応能力内に納められている。SmartSat-1のバス部は標準バス化されており、将来的に小型であることを生かし同時打ち上げによって衛星コンステレーションを構築することなども視野に入れて開発が進められていた。
2011年4月現在、衛星の開発は凍結されており、搭載予定だった再構成通信機の開発・評価のみ行われている。

## 搭載機器

### 再構成通信機（RCE）
回路構成がソフトウェアによって変更可能なSRAM型FPGAによって構成される通信機である。従来の中継器では主系冗長系ともに障害が発生した際、それが回路の一部であっても全ての機能が使用不能となるが、RCEでは故障部位のみを論理的に切り離し再構成することによって、性能は低下するものの使用し続けることが可能となり、通信衛星の長寿命化を実現する。また、災害時における通信帯域の専用化や地上設備の進歩に伴う通信方式の変更など、運用の変化に柔軟に対応することが可能となっている。
| 送/受信周波数帯    | X / S帯                     |
| 送受信データレート | 可変：16k, 63k, 250k, 1Mbps |
| 変調/復調方式      | QPSK, 16QAM / QPSK          |
| 誤り訂正方式       | リード・ソロモン符号化      |

### 広視野カメラ（WCI）
電波伝搬異常などの宇宙環境の撹乱や人工衛星搭載機器の不具合を引き起こす太陽のコロナ質量放出を観測するカメラである。将来のL5点における宇宙環境観測衛星を見据え、このカメラを用いた宇宙天気観測実験が行われる予定だった。